# Forza aerea dell'Esercito nicaraguense
La Fuerza Aérea - Ejército de Nicaragua, tradotto dalla lingua spagnola Forza aerea dell'Esercito nicaraguense, è la componente aerea delle Forze armate del Nicaragua.

## Aeromobili in uso
Sezione aggiornata annualmente in base al World Air Force di Flightglobal del corrente anno. Tale dossier non contempla UAV, aerei da trasporto VIP ed eventuali incidenti accorsi durante l'anno della sua pubblicazione. Modifiche giornaliere o mensili che potrebbero portare a discordanze nel tipo di modelli in servizio e nel loro numero rispetto a WAF, vengono apportate in base a siti specializzati, periodici mensili e bimestrali. Tali modifiche vengono apportate onde rendere quanto più aggiornata la tabella. Molti aeromobili risultano in organico, ma in realtà sono a terra per carenza di manutenzione. In particolare quelli impiegati nel ruolo di collegamento e del trasporto leggero, in mancanza dei quali vengono utilizzati gli aeromobili sequestrati alla malavita.
| Aeromobile                     | Origine     | Tipo                          | Versione (denominazione locale) | In servizio (2024) | Note | Immagine |
| Aerei per impieghi speciali    |             |                               |                                 |                    | |          |
| Cessna O-2 Skywater            | Stati Uniti | aereo da ricognizione         | O-2AO-2B                        | 8                  | 10 tra O-2A e O-2B consegnati. |          |
| Aerei da trasporto             |             |                               |                                 |                    | |          |
| Antonov An-26 Curl             | Ucraina     | aereo da trasporto            | An-26                           | 7                  | 3 An-26 in servizio nel 2018, più ulteriori 2 donati dalla Russia il 23 febbraio dello stesso anno. Con la consegna di ulteriori 3 An-26 a febbraio 2025, dovrebbero essere 7 gli esemplari in organico. |          |
| Beechcraft B200 Super King Air | Stati Uniti | aereo da trasporto leggero    | B200                            | 1                  | 1 B200 consegnato. |          |
| Beechcraft King Air 90         | Stati Uniti | aereo da trasporto leggero    | C90                             | 1                  | 1 Beech C90 consegnato. |          |
| Cessna 404 Titan               | Stati Uniti | aereo da trasporto leggero    | Ce404                           | 1                  | 2 Ce404 consegnati. |          |
| Cessna 421 Golden Eagle        | Stati Uniti | aereo da trasporto leggero    | Ce421B                          | 1                  | 1 Ce421B consegnato. |          |
| Piper PA-28 Cherokee           | Stati Uniti | aereo da trasporto leggero    | PA-28-235                       | 1                  | 2 PA-28-235 consegnati. |          |
| Aerei da addestramento         |             |                               |                                 |                    | |          |
| Reims R172 Skyhawk             | Stati Uniti | aereo da addestramento        | R172J/K                         | 1-2                | 7 R172J/K consegnati. |          |
| Elicotteri                     |             |                               |                                 |                    | |          |
| Mil Mi-24 Hind                 | Russia      | elicottero utility            | Mi-24D                          | 16                 | 36 Mi-24D consegnati. |          |
| Mil Mi-171 Hip                 | Russia      | elicottero da trasporto medio | Mi-8MTV-1Mi-17V-5 Mi-171        | 415                | Non è noto il numero degli esemplari consegnati di entrambe le versioni. 5 Mi-17 consegnati a febbraio 2025.                                                                                             |          |
| Bell 206                       | Stati Uniti | elicottero utility            | Bell 206B-3                     | 1                  | 1 Bell 206B-3 consegnato. |          |
| Robinson R44 Cadet             | Stati Uniti | elicottero da addestramento   | R44                             | 1                  | 1 R44 consegnato. |          |

## Aeromobili ritirati
- Aero L-39 Albatros
- Mikoyan-Gurevich MiG-21 Fishbed
- Hughes OH-6A Defender
- CASA C-212 Aviocar
- SIAI-Marchetti SF-260W Warrior
- North American T-28D Trojan - 6 esemplari (1964-?)[2]
- Lockheed AT-33A Shooting Star - 5 esemplari (1961-1979)[2]
- Lockheed T-33A Shooting Star - 5 esemplari (?-1979)[2]
- Antonov An-2 Colt
- Ilyushin Il-28
- Mikoyan-Gurevich MiG-17 Fresco
- Mil Mi-2 Hound
- North American F-51D Mustang - (?-1964)[2]
- Beechcraft Model 18
- Consolidated PBY-5 Catalina
- Boeing B-17 Flying Fortress
- Consolidated B-24 Liberator
- Douglas C-47 Skytrain
- Grumman TBF